# Francis Bay
Francis Bay (Rijkevorsel, 27 december 1914 – Bonheiden, 24 april 2005) was een Belgisch dirigent.

## Loopbaan
Geboren als Frans Bayezt, werd Francis Bay vooral bekend als de dirigent van het amusementsorkest van de BRT, dat in 1956 door Bob Boon werd opgericht. Van 1959 tot 1979 heeft hij menig Vlaams kandidaat op het Eurovisiesongfestival begeleid. Met zijn eigen ensemble verleende hij zijn medewerking aan talrijke plaatopnames van zangers en musici, onder wie jazzgitarist Freddy Sunder.
Raymond van het Groenewoud vermeldt hem in zijn lied "Vlaanderen boven" (1978).
In 2005 overleed hij op 90-jarige leeftijd.